# Lyutika
Lyutika es un plato tradicional popular en el norte de Bulgaria. Se compone de una variedad de vegetales salados o trozados. Es consumido principalmente en verano. La preparación básica consiste en pimientos horneados, tomates, ajo, cebolla y aceite vegetal usualmente pisados con un mortero. Habitualmente se agrega perejil picado. La lyutika se sirve fría.
El nombre hace referencia a su sabor fuerte y picante (lyut - picante, fuerte).
Existen variedades de lyutika que incluyen yogur, sirene (queso blanco), huevos duros o trozos de pechugas de pollo.
- Datos: Q6710583